# Asian Club Championship 1998–99
Asian Club Championship 1998–99 là mùa giải thứ 18 của giải bóng đá cấp câu lạc bộ thường niên được tổ chức bởi Liên đoàn bóng đá châu Á (AFC). 
Júbilo Iwata của Nhật Bản thắng trận chung kết và trở thành nhà vô địch châu Á lần đầu tiên trong lịch sử câu lạc bộ.

## Vòng đầu tiên

### Tây Á
| Đội 1               | TTS     | Đội 2               | Lượt đi | Lượt về  |
| ------------------- | ------- | ------------------- | ------- | -------- |
| Al-Quwa Al-Jawiya   | 9–01    | Khidmat Rafah       | 7–0     | 2–0      |
| Al-Ain              | 7–2     | Oman                | 5–2     | 2–0      |
| Al-Ansar            | 3–3 (a) | Al-Arabi            | 1–0     | 2–3      |
| West Riffa          | 2–3     | Al-Wahda            | 2–0     | 0–3(aet) |
| Al-Salmiya          | 2–3     | Al-Hilal            | 0–0     | 2–3      |
| Köpetdag Aşgabat    | 4–42    | FC Irtysh           | 4–1     | 0–3      |
| Vakhsh Qurghonteppa | w/o3    | FK Neftchy Farg'ona |         |          |

Thắng không cần đấu: Esteghlal (Iran).
1 Cả hai trận diễn ra tại Baghdad, Iraq theo thỏa thuận giữa hai bên.

2 FC Irtysh bị loại khỏi giảđô sử dụng hai cầu thủ không hợp lệ.

3 FK Neftchy Farg'ona rút lui.

### Đông Á
| Đội 1                  | TTS  | Đội 2               | Lượt đi | Lượt về |
| ---------------------- | ---- | ------------------- | ------- | ------- |
| Pohang Steelers        | 6-0  | Cảng Sài Gòn        | 2-0     | 4-0     |
| Singapore Armed Forces | 2–4  | Selangor FA1        | 1–4     | 1–0     |
| Instant-Dict FC        | 0–7  | Júbilo Iwata        | 0–3     | 0–4     |
| BEC Tero Sasana2       | 6–1  | Three Star Club     | 6–1     | n/p3    |
| Đại Liên Thực Đức      | 6–0  | East Bengal Club    | 6–0     | 0–0     |
| Club Valencia          | 0–6  | Busan Daewoo Royals | 0–2     | 0–4     |
| Allied Bank            | w/o4 | Saunders SC         |         |         |

Thắng không cần đấu: Finance and Revenue (Myanmar, được xếp cặp đối đầu với đội vô địch của Indonesia, nhưng mùa giải 1997/98 đã bị hủy bỏ do những bất ổn chính trị và kinh tế trong nước).
1 Selangor FA tham dự sau khi Penang, đội đánh bại họ để giành suất, rút lui do gặp vấn đề về chi phí đi lại.

2 BEC Tero Sasana kết thúc ở vị trí thứ tư, nhưng được dự giải sau khi ba câu lạc bộ xếp trên họ rút lui do gặp vấn đề về chi phí đi lại.

3 Cặp đấu diễn ra theo thể thức một lượt theo thỏa thuận của hai bên.

4 Allied Bank Limited FC rút lui.

## Vòng thứ hai

### Tây Á
| Đội 1               | TTS | Đội 2            | Lượt đi | Lượt về |
| ------------------- | --- | ---------------- | ------- | ------- |
| Al-Quwa Al-Jawiya   | 1–3 | Esteghlal        | 1–1     | 0–2     |
| Al-Ain              | 3–2 | Al-Ansar         | 3–1     | 0–1     |
| Al-Wahda            | 2–6 | Al-Hilal         | 2–2     | 0–4     |
| Vakhsh Qurghonteppa | 0–6 | Köpetdag Aşgabat | 0–1     | 0–5     |

### Đông Á
| Đội 1             | TTS  | Đội 2               | Lượt đi | Lượt về |
| ----------------- | ---- | ------------------- | ------- | ------- |
| Đại Liên Thực Đức | 3–1  | BEC Tero Sasana     | 3–0     | 0–1     |
| Júbilo Iwata      | 4–0  | Finance and Revenue | 4–0     | n/p1    |
| Saunders SC       | 1–9  | Busan Daewoo Royals | 1–4     | 0–5     |
| Pohang Steelers   | 10–1 | Selangor FA         | 6–0     | 4–1     |

1 Cặp đấu diễn ra theo thể thức một lượt theo thỏa thuận của hai bên.

## Tứ kết

### Tây Á
| Đội              | ST | T | H | B | BT | BB | HS | Đ |
| ---------------- | -- | - | - | - | -- | -- | -- | - |
| Al-Ain           | 3  | 2 | 0 | 1 | 7  | 2  | +5 | 6 |
| Esteghlal        | 3  | 2 | 0 | 1 | 3  | 2  | +1 | 6 |
| Al-Hilal         | 3  | 1 | 0 | 2 | 5  | 5  | 0  | 3 |
| Köpetdag Aşgabat | 3  | 1 | 0 | 2 | 4  | 10 | −6 | 3 |

| Al-Ain                                                                         | 6–1 | Köpetdag Aşgabat      |
| ------------------------------------------------------------------------------ | --- | --------------------- |
| Majed Hamad 5' 80' · Abdullah Shila 14' 41' · Abédi Pelé 55' · Helal Saeed 8?' |     | Vladimir Bairamov 20' |

| Al-Hilal            | 1–2 | Esteghlal                                   |
| ------------------- | --- | ------------------------------------------- |
| Bashar Abdullah 47' |     | Farhad Majidi 13' · Sirous Dinmohammadi 40' |

| Al-Ain | 0–1 | Esteghlal             |
| ------ | --- | --------------------- |
|        |     | Alireza Akbarpour 70' |

| Al-Hilal                                                                                      | 4–2 | Köpetdag Aşgabat                             |
| --------------------------------------------------------------------------------------------- | --- | -------------------------------------------- |
| Elijah Litana 17' · Nawaf Al-Temyat 21' · Abdullah Al-Dossary 41' · Sami Al-Jaber 62' (ph.đ.) |     | Azat Kuldjaqazov 14' · Vladimir Bairamov 31' |

| Al-Ain          | 1–0 | Al-Hilal |
| --------------- | --- | -------- |
| Garib Harib 68' |     |          |

| Esteghlal | 0–1 | Köpetdag Aşgabat      |
| --------- | --- | --------------------- |
|           |     | Vladimir Khalikov 72' |

### Đông Á
| Đội                 | ST | T | H | B | BT | BB | HS | Đ |
| ------------------- | -- | - | - | - | -- | -- | -- | - |
| Đại Liên Thực Đức   | 3  | 1 | 2 | 0 | 5  | 3  | +2 | 5 |
| Júbilo Iwata        | 3  | 1 | 1 | 1 | 3  | 3  | 0  | 4 |
| Pohang Steelers     | 3  | 0 | 3 | 0 | 3  | 3  | 0  | 3 |
| Busan Daewoo Royals | 3  | 0 | 2 | 1 | 3  | 5  | −2 | 2 |

| Júbilo Iwata         | 1–1 | Pohang Steelers  |
| -------------------- | --- | ---------------- |
| Masashi Nakayama 28' |     | Park Sang-in 48' |

| Đại Liên Thực Đức               | 2–2 | Busan Daewoo Royals                           |
| ------------------------------- | --- | --------------------------------------------- |
| Hao Haidong 42' · Wang Peng 64' |     | Ahn Jung-Hwan 45' (ph.đ.) · Kim Jae-Young 81' |

| Busan Daewoo Royals  | 1–1 | Pohang Steelers  |
| -------------------- | --- | ---------------- |
| Lee Savik 17' (l.n.) |     | Park Sang-in 15' |

| Đại Liên Thực Đức   | 2–0 | Júbilo Iwata |
| ------------------- | --- | ------------ |
| Hao Haidong 1', 74' |     |              |

| Busan Daewoo Royals | 0–2 | Júbilo Iwata                         |
| ------------------- | --- | ------------------------------------ |
|                     |     | Daisuke Oku 63' · Toshiya Fujita 90' |

| Đại Liên Thực Đức | 1–1 | Pohang Steelers        |
| ----------------- | --- | ---------------------- |
| Wang Peng 16'     |     | Abbas Obeid Jassim 60' |

## Bán kết
| Al-Ain             | 2–2 (aet, 2–4 PK) | Júbilo Iwata                           |
| ------------------ | ----------------- | -------------------------------------- |
| Fahd Hasan 35' 66' |                   | Makoto Tanaka 15' · Toshiya Fujita 37' |

| Đại Liên Thực Đức              | 3–4 (aet) | Esteghlal                                                        |
| ------------------------------ | --------- | ---------------------------------------------------------------- |
| Yan Song 60' 63' · Li Ming 77' |           | Mahmoud Fekri 44' · Ali Mousavi 51' 108' · Alireza Akbarpour 84' |

## Tranh hạng ba
| Al-Ain                                                      | 3–2 | Đại Liên Thực Đức                 |
| ----------------------------------------------------------- | --- | --------------------------------- |
| Seydou Traoré 7' · Abédi Pelé 61' · Grarib Harib Farhan 80' |     | Yan Song 23' · Vaclav Nemelek 44' |

## Chung kết
| Júbilo Iwata                             | 2–1 | Esteghlal               |
| ---------------------------------------- | --- | ----------------------- |
| Hideto Suzuki 36' · Masashi Nakayama 45' |     | Sirous Dinmohammadi 66' |